# Pereskiopsis diguetii
Pereskiopsis diguetii är en kaktusväxtart som först beskrevs av Frédéric Albert Constantin Weber, och fick sitt nu gällande namn av Nathaniel Lord Britton och Joseph Nelson Rose. Pereskiopsis diguetii ingår i släktet Pereskiopsis och familjen kaktusväxter. Inga underarter finns listade i Catalogue of Life.